# 越後下関駅
越後下関駅（えちごしもせきえき）は、新潟県岩船郡関川村大字下関にある、東日本旅客鉄道（JR東日本）米坂線の駅である。

## 歴史
- 1931年（昭和6年）8月10日：米坂西線・坂町 - 当駅間開通と共に開業[1]。
- 1983年（昭和58年）2月28日：業務委託化[3]（CTC化に伴う）[4]。
- 1987年（昭和62年）4月1日：国鉄分割民営化により、東日本旅客鉄道の駅となる[1]。
- 1995年（平成7年）4月1日：簡易委託化[4][5]。
- 2022年（令和4年）8月3日：豪雨災害の影響で当駅前後の区間が不通となり、列車の発着が休止。
- 2023年（令和5年）1月1日：関川村による乗車券委託販売（簡易委託）の受託を解除し、終日無人化[2]。

## 駅構造
相対式ホーム2面2線を有する地上駅である。両ホームは跨線橋で連絡している。
無人駅である（村上駅管理）。1995年（平成7年）4月1日 - 2022年（令和4年）12月31日は簡易委託駅で、委託駅員は交代制で毎日1人ずつ担当していた。

### のりば
| 番線 | 路線    | 方向 | 行先           |
| ---- | ------- | ---- | -------------- |
| 1    | ■米坂線 | 上り | 小国・米沢方面 |
| 2    | ■米坂線 | 下り | 坂町方面       |

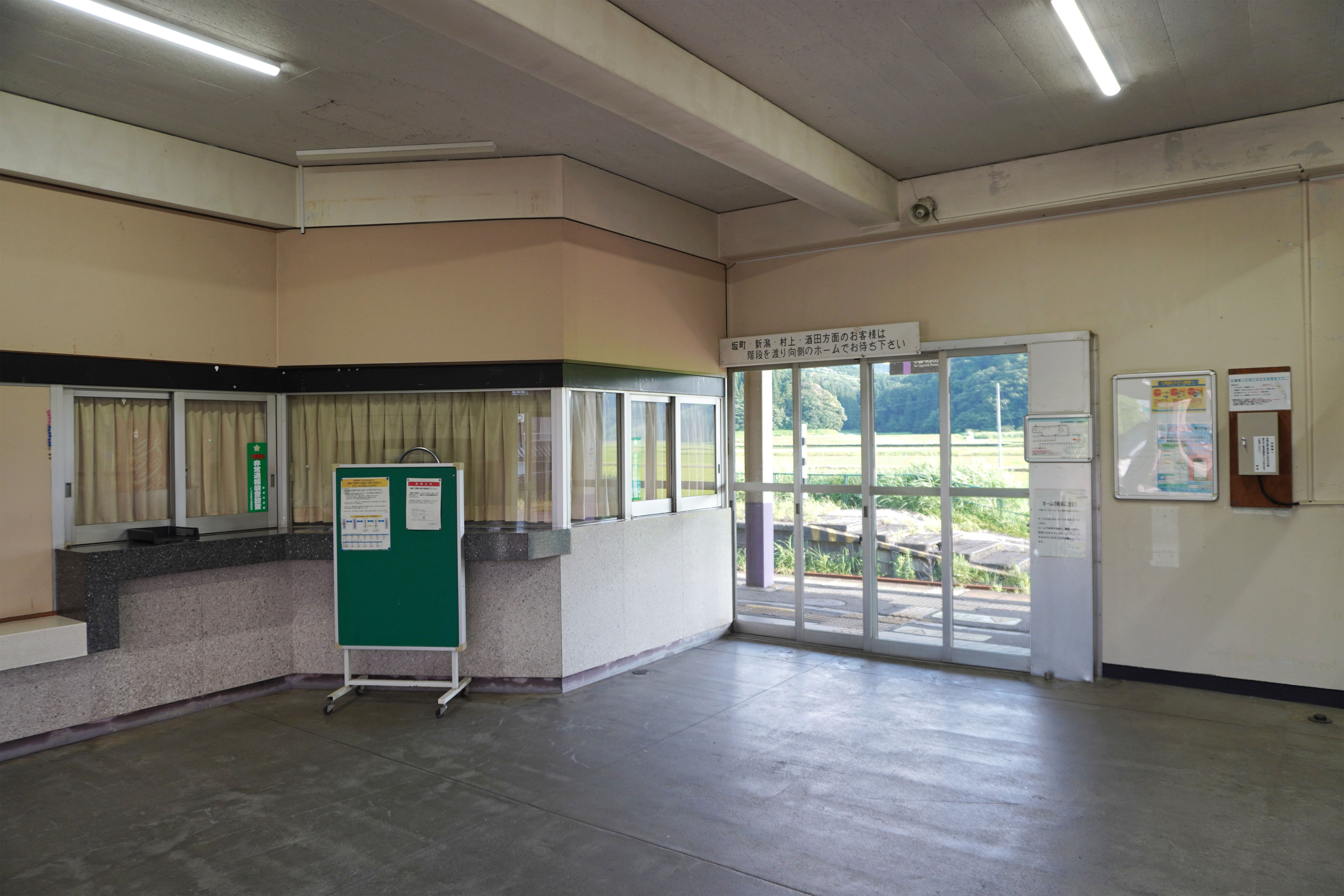
改札口（2023年7月）
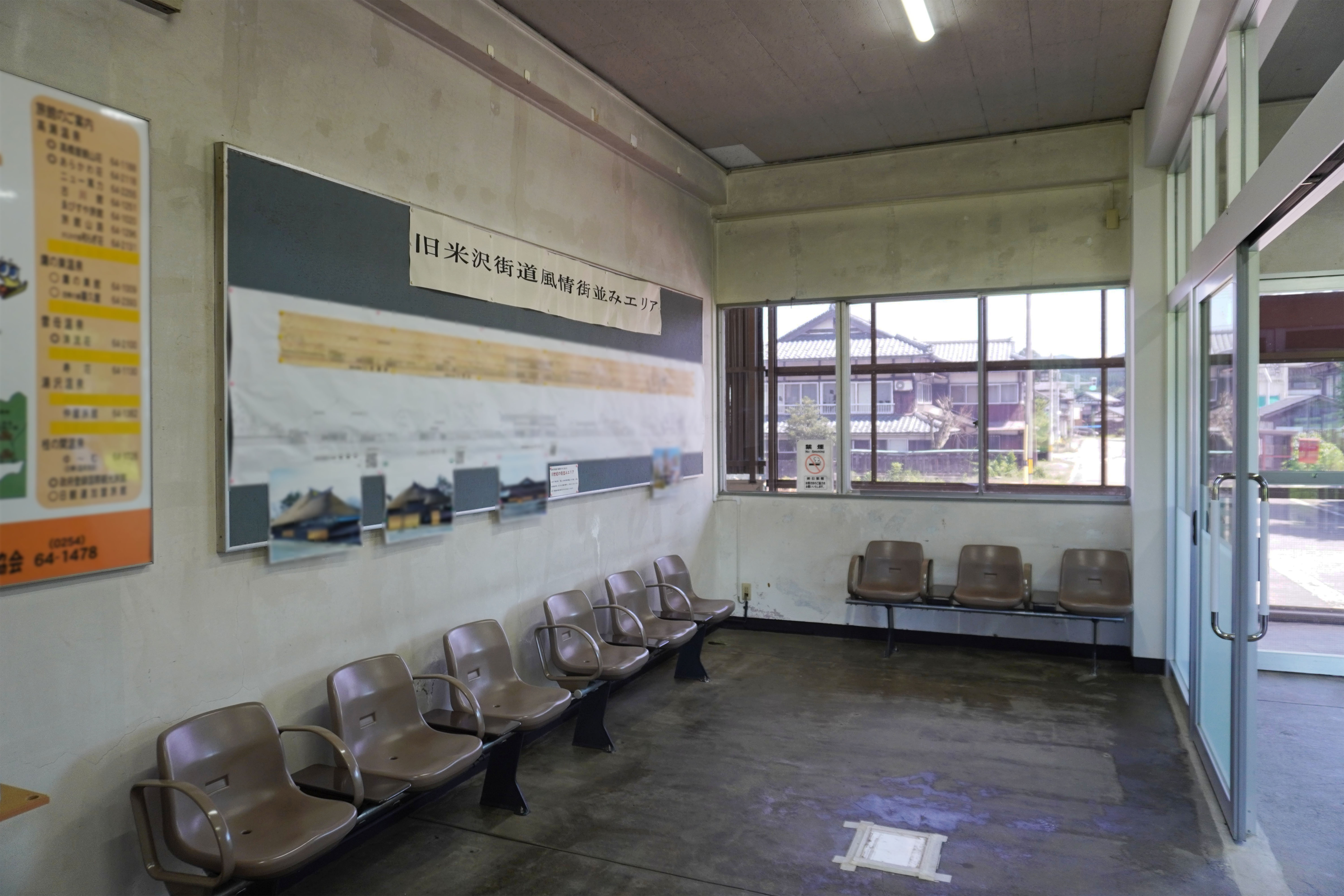
待合室（2023年7月）
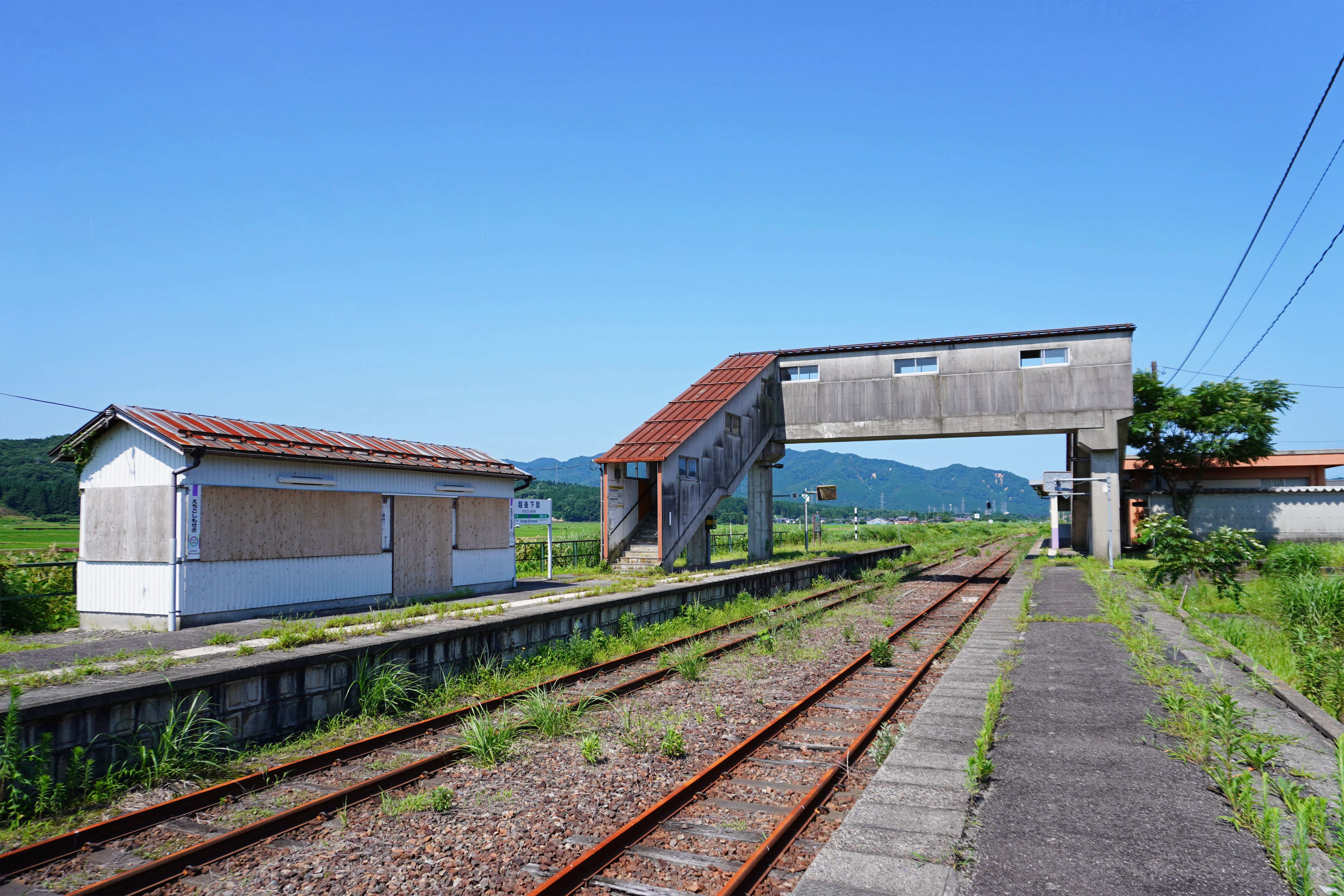
ホーム（2023年7月）

## 利用状況
JR東日本によると、2000年度（平成12年度）- 2021年度（令和3年度）の1日平均乗車人員の推移は以下のとおりであった。
| 1日平均乗車人員推移 | 1日平均乗車人員推移 | 1日平均乗車人員推移 | 1日平均乗車人員推移 | 1日平均乗車人員推移 |
| 年度                | 定期外              | 定期                | 合計                | 出典                |
| ------------------- | ------------------- | ------------------- | ------------------- | ------------------- |
| 2000年（平成12年）  |                     |                     | 155                 | [ 利用客数 1 ]      |
| 2001年（平成13年）  |                     |                     | 152                 | [ 利用客数 2 ]      |
| 2002年（平成14年）  |                     |                     | 151                 | [ 利用客数 3 ]      |
| 2003年（平成15年）  |                     |                     | 145                 | [ 利用客数 4 ]      |
| 2004年（平成16年）  |                     |                     | 138                 | [ 利用客数 5 ]      |
| 2005年（平成17年）  |                     |                     | 130                 | [ 利用客数 6 ]      |
| 2006年（平成18年）  |                     |                     | 121                 | [ 利用客数 7 ]      |
| 2007年（平成19年）  |                     |                     | 122                 | [ 利用客数 8 ]      |
| 2008年（平成20年）  |                     |                     | 128                 | [ 利用客数 9 ]      |
| 2009年（平成21年）  |                     |                     | 118                 | [ 利用客数 10 ]     |
| 2010年（平成22年）  |                     |                     | 108                 | [ 利用客数 11 ]     |
| 2011年（平成23年）  |                     |                     | 110                 | [ 利用客数 12 ]     |
| 2012年（平成24年）  | 12                  | 98                  | 110                 | [ 利用客数 13 ]     |
| 2013年（平成25年）  | 13                  | 96                  | 109                 | [ 利用客数 14 ]     |
| 2014年（平成26年）  | 10                  | 93                  | 103                 | [ 利用客数 15 ]     |
| 2015年（平成27年）  | 10                  | 88                  | 98                  | [ 利用客数 16 ]     |
| 2016年（平成28年）  | 8                   | 84                  | 92                  | [ 利用客数 17 ]     |
| 2017年（平成29年）  | 9                   | 80                  | 90                  | [ 利用客数 18 ]     |
| 2018年（平成30年）  | 12                  | 73                  | 86                  | [ 利用客数 19 ]     |
| 2019年（令和元年）  | 9                   | 70                  | 79                  | [ 利用客数 20 ]     |
| 2020年（令和02年）  | 5                   | 71                  | 76                  | [ 利用客数 21 ]     |
| 2021年（令和03年）  | 5                   | 63                  | 69                  | [ 利用客数 22 ]     |

## 駅周辺

旧米沢街道の風景

駅周辺は関川村の中心部となっている。駅前を東西に走る旧米沢街道では豪農や豪商の邸宅・庭園が残るまち並みが見られるほか、周辺にはえちごせきかわ温泉郷が並ぶ。駅から徒歩5分の自転車店と温泉街においてレンタサイクル「湯～チャリ」の貸出しが行われており、乗り捨て利用も可能。
- 渡辺邸（国の重要文化財）
- 佐藤邸（国の重要文化財）
- 津野邸
- 東桂苑
- 道の駅関川
  - せきかわ歴史とみちの館
  - せきかわ観光情報センター「にゃ〜む」
  - 桂の関温泉「ゆ～む」
- 関川村役場
- 関川郵便局
- 村上警察署下関交番
- 荒川水力電気関川事業所
- 国道113号
- 新潟県道272号黒俣越後下関停車場線
- 新潟県道273号大栗田越後下関停車場線

## バス路線
駅前には新潟交通観光バスの「下関営業所」があったが、2025年（令和7年）3月31日の運行をもって閉所した。
2025年4月1日現在、以下の路線が発着する。
- 高速バス「Zao号」
- 関川村コミュニティバス
  - 川北線
  - 女川線

## 隣の駅
東日本旅客鉄道（JR東日本）
■米坂線（休止中）
越後片貝駅 - 越後下関駅 - 越後大島駅

### 記事本文
1. 1 2 3  石野哲（編）『停車場変遷大事典 国鉄・JR編 Ⅱ』（初版）JTB、1998年10月1日、544頁。ISBN 978-4-533-02980-6。
2. 1 2 3  “広報せきかわ お知らせ版 No.678 > 越後下関駅は令和5年1月1日から無人化します” (PDF).   関川村. p. 2 (2022年12月1日). 2022年12月1日時点のオリジナルよりアーカイブ。2022年12月1日閲覧。
3. ↑  『五十年史』新潟鉄道管理局P505「略年表」
4. 1 2  「国鉄各線CTC化急ピッチ」『交通新聞』交通協力会、1983年3月1日、1面。
5. ↑  村上新聞平成7年3月19日2面
6. 1 2  “JR東日本：駅構内図・バリアフリー情報（越後下関駅）”.   東日本旅客鉄道. 2024年10月21日閲覧。
7. ↑  JR越後下関駅近くの松田輪業さんで【湯～チャリ】の貸出し始めました!! - えちごせきかわ温泉郷旅館組合.2019年2月13日閲覧。
8. ↑  湯～チャリ サイクリングおすすめマップ (PDF)  - えちごせきかわ温泉郷旅館組合.2019年2月13日閲覧。
9. ↑  “運行終了のお知らせ” (PDF).   新潟交通観光バス. 2025年4月10日閲覧。

### 利用状況
1. ↑  “各駅の乗車人員（2000年度）”.   東日本旅客鉄道. 2019年2月23日閲覧。
2. ↑  “各駅の乗車人員（2001年度）”.   東日本旅客鉄道. 2019年2月23日閲覧。
3. ↑  “各駅の乗車人員（2002年度）”.   東日本旅客鉄道. 2019年2月23日閲覧。
4. ↑  “各駅の乗車人員（2003年度）”.   東日本旅客鉄道. 2019年2月23日閲覧。
5. ↑  “各駅の乗車人員（2004年度）”.   東日本旅客鉄道. 2019年2月23日閲覧。
6. ↑  “各駅の乗車人員（2005年度）”.   東日本旅客鉄道. 2019年2月23日閲覧。
7. ↑  “各駅の乗車人員（2006年度）”.   東日本旅客鉄道. 2019年2月23日閲覧。
8. ↑  “各駅の乗車人員（2007年度）”.   東日本旅客鉄道. 2019年2月23日閲覧。
9. ↑  “各駅の乗車人員（2008年度）”.   東日本旅客鉄道. 2019年2月23日閲覧。
10. ↑  “各駅の乗車人員（2009年度）”.   東日本旅客鉄道. 2019年2月23日閲覧。
11. ↑  “各駅の乗車人員（2010年度）”.   東日本旅客鉄道. 2019年2月23日閲覧。
12. ↑  “各駅の乗車人員（2011年度）”.   東日本旅客鉄道. 2019年2月23日閲覧。
13. ↑  “各駅の乗車人員（2012年度）”.   東日本旅客鉄道. 2019年2月23日閲覧。
14. ↑  “各駅の乗車人員（2013年度）”.   東日本旅客鉄道. 2019年2月23日閲覧。
15. ↑  “各駅の乗車人員（2014年度）”.   東日本旅客鉄道. 2019年2月23日閲覧。
16. ↑  “各駅の乗車人員（2015年度）”.   東日本旅客鉄道. 2019年2月23日閲覧。
17. ↑  “各駅の乗車人員（2016年度）”.   東日本旅客鉄道. 2019年2月23日閲覧。
18. ↑  “各駅の乗車人員（2017年度）”.   東日本旅客鉄道. 2019年2月23日閲覧。
19. ↑  “各駅の乗車人員（2018年度）”.   東日本旅客鉄道. 2019年7月24日閲覧。
20. ↑  “各駅の乗車人員（2019年度）”.   東日本旅客鉄道. 2020年7月18日閲覧。
21. ↑  “各駅の乗車人員（2020年度）”.   東日本旅客鉄道. 2021年7月30日閲覧。
22. ↑  “各駅の乗車人員（2021年度）”.   東日本旅客鉄道. 2022年8月13日閲覧。